# Soloheadbeg
Soloheadbag (auch: Solloghodbeg, irisch Sulchóid Bheag) ist eine Gemarkung (Townland) der Stadt Tipperary im County Tipperary in Irland. Nur vereinzelte, teilweise auch verlassene Gehöfte bestimmen die Gemarkung. 

## Geschichte
Die recht karge Landschaft ist durch die landwirtschaftliche Nutzung geprägt. Dennoch finden sich einige archäologische Fundstätten.

### Schlacht von Sulcoit
Im 10. Jahrhundert konnten sich die Wikinger im historischen Munster festsetzen. Brian Boru und sein Bruder Mathgamain mac Cennétig sammelten daher die Verbündeten hinter sich um gegen Ivar, dem Wikingerkönig von Limerick ins Felde zu ziehen. Ivar hatte sich wegen des aufkommenden Widerstands gälische Bundesgenossen gefunden.
Brian Boru zog von Cashel aus Richtung Limerick. Er schickte 968 eine größere Gruppe von Kriegern in Richtung der Wikinger und provozierte diese, sie in den Wald bei Sulcoit, beim heutigen Soloheadbeg, zu verfolgen. Die irischen Krieger konnten den Hinterhalt nutzen und töteten der Überlieferung nach mehr als 1000 Wikinger und deren Verbündeten. Am nächsten Tag überfielen Brian und Mathgamain Limerick und plünderten die Stadt.

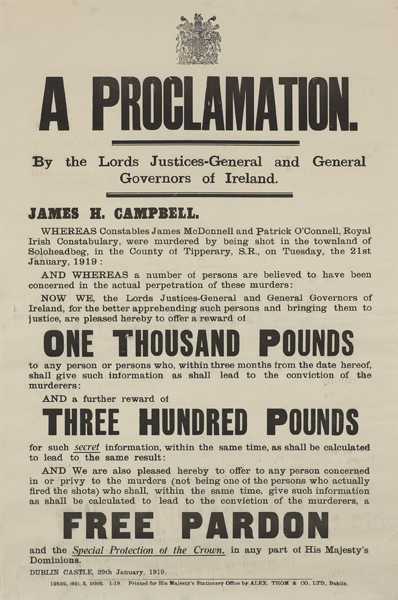
Aufruf zur Meldung der Verantwortlichen des Hinterhalts von Soloheadbeg

### Hinterhalt von Soloheadbeg (Soloheadbeg Ambush)
Am 21. Januar 1919 transportierte die Royal Irish Constabulary (RIC) Sprenggelatine zum Steinbruch von Soloheadbeg. Der Transport mit Eskorte wurde von zehn Männern der Irish Volunteers unter der Führung von Dan Breen und Séan Tracy überfallen. Die beiden Uniformierten der RIC, James McDonnell und Patrick O’Connell, wurden getötet. 
Dadurch, dass am selben Tag in Dublin ein irisches Parlament, der Dáil Éireann, und die Unabhängigkeit Irlands ausgerufen wurde, gilt dieser Hinterhalt oft als erstes Unternehmen im Irischen Unabhängigkeitskrieg, obwohl es sich um eine nicht abgesprochene Einzeltat handelte. 
Die Briten erklärten das County Tipperary zwei Tage später als Special Military Area. Selbst die katholische Kirche kritisierte das Vorgehen und nannte die beiden getöteten Constables „Märtyrer in ihrer Pflicht“ (martyrs to duty). Die zehn Irish Volunteers wurden zu den meistgesuchten Personen. Heute findet sich ein Erinnerungsstein an dieser Stelle. Die Geschehnisse werden heutzutage ambivalent gewertet.

## Persönlichkeiten
- Michael O’Dwyer (1864–1940), irisch-britischer Kolonialbeamter
- Séan Tracy (1895–1920), IRA-Kämpfer